# Гречневик (шляпа)

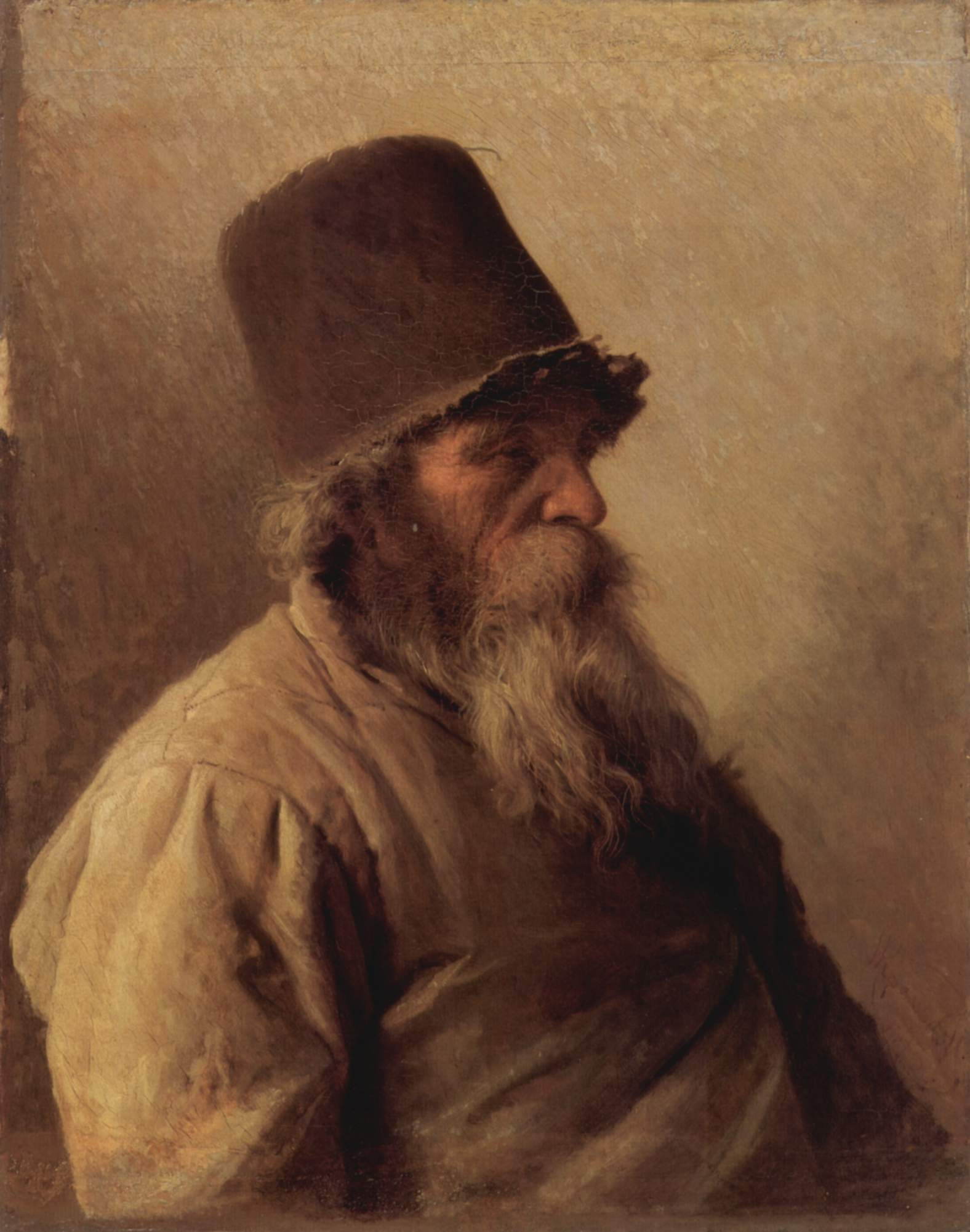
И. Н. Крамской. Мельник. 1873

Гре́чневик (гре́шневик, гре́чник, гре́чушник, гречу́шник) — высокая валяная повседневная и праздничная шляпа в форме усечённого конуса или цилиндра с плоским дном и узкими полями, летний мужской головной убор у русских крестьян в XVIII — середине XIX века. Представлял собой высокую валяную шляпу коричневого цвета из поярка, тонкого войлока или мерлушки. Шляпа получила название по одноимённой конусообразной булочке-столбику из гречневой муки на постном масле.
Гречневики изготавливали так же, как валенки, они по сути представляли собой валяное голенище. Их оформляли двумя способами: с «переломом» посередине или с «перехватом» — ближе ко дну, в месте перелома или перехвата, молодые люди украшали гречневики пряжками, лентами, перьями, живыми и искусственными цветами. Гречневики пользовались особой популярностью у московских извозчиков. В рассказе «Правильные слова. Из путевых эскизов» Д. Н. Мамин-Сибиряк в путешествии по Сибири описывает характерный образ «расейского», то есть из европейской части страны, старичка — в шляпе-гречневике, белой холщовой рубахе с красными ластовицами и в лаптях.